# Bovernier
Bovernier est une commune suisse du canton du Valais, située dans le district de Martigny.

## Géographie

### Localisation
Bovernier se trouve sur la rive gauche de la Drance, à 7 km au sud de Martigny. Le village principal de la commune , Bovernier, se trouve au pied du Catogne.
La commune se trouve sur l'important axe du Grand Saint-Bernard (en direction de l'Italie) et, depuis 1910, le village est desservi par le train Martigny - Orsières (MO). Une route permet par ailleurs depuis Les Valettes de monter jusqu'à Champex-Lac[réf. nécessaire].
Bovernier occupe la partie ouest du flanc sud du Mont Chemin[réf. nécessaire]. La commune s'étend sur 12,86 km2. Lors du relevé de 2013-2018, les surfaces d'habitations et d'infrastructures représentaient 4,4 % de sa superficie, les surfaces agricoles 5,3 %, les surfaces boisées 74,7 % et les surfaces improductives 16,0 %.

### Localités principales
Le village principal situé à l'entrée du val d'Entremont, regroupe les principaux établissements publics (Maison de commune, église...).
Situé à l'ouest de Bovernier, Les Valettes est le plus grand village de la commune. C'est dans ce village que se trouvent l'école primaire notamment mais aussi les gorges du Durnand et son restaurant. L'extension du centre scolaire des Valettes, finalisée en 2010 et réalisée par les architectes Bonnard et Woeffray, a reçu plusieurs distinctions, dont le « prix du patrimoine », décerné par la section Valais romand de Patrimoine suisse.

## Toponymie
Bovernier signifie « bourg de Warnier », et non « bourg des vernes » comme illustré sur les armoiries de la commune. Le toponyme est composé de l’ancien francoprovençal bor (bourg) et d’un nom de personne germanique tel que Warinhari ou Warinheri.
Le toponyme est mentionné pour la première fois en 1228 sous le nom de Burgi Vualnery.
L'ancien nom de la commune en allemand est Birnier.

## Histoire
Le 25 mai 1595, Bovernier est touchée par la débâcle du Giétro qui ravage le val de Bagnes et la plaine de Martigny,. Selon les estimations, près de 140 personnes meurent durant cet évènement et plusieurs centaines de bâtiments, maisons et chalets sont détruits.
Le 16 juin 1818, la ville voit à nouveau passer une débâcle du Giétro,. La crue arrive au niveau de la cité entre 17 h 10 (Champsec) et 18 h (Martigny). À la suite du dysfonctionnement du système d'alerte, la population n'est pas avertie de l'arrivée des eaux. Toutefois, la ville est épargnée par cette seconde crue. En effet, un front de bois a constitué un barrage entre la vague et le village, préservant ainsi les bâtiments et la population. Au niveau du village, le niveau de la crue atteint environ 10 mètres. Les kilomètres suivants, du fait de l'encaissement de la vallée, la hauteur estimée par les scientifiques de la crue monte jusqu'à 20 à 25 mètres.

## Population

### Gentilé et surnom
Les habitants de la commune se nomment les Bovernions (fém. : Boverniontses, parfois Bovernionnes) ou Bovergnons.
Ils sont surnommés les Vouipes, soit les guêpes en patois valaisan (selon une légende locale, le diable aurait envoyé les guêpes dans la commune alors que Saint Théodule leur aurait donné la vigne).

### Démographie

#### Évolution de la population
Bovernier compte 911 habitants au 31 décembre 2022 pour une densité de population de 71 hab/km2. Sur la période 2010-2019, sa population a augmenté de 12,3 % (canton : 10,5 % ; Suisse : 9,4 %).  

#### Pyramide des âges
En 2020, le taux de personnes de moins de 30 ans s'élève à 34,8 %, au-dessus de la valeur cantonale (31,7 %). Le taux de personnes de plus de 60 ans est quant à lui de 23,2 %, alors qu'il est de 26,6 % au niveau cantonal.
La même année, la commune compte 453 hommes pour 458 femmes, soit un taux de 49,7 % d'hommes, supérieur à celui du canton (49,6 %).
| Hommes | Classe d’âge | Femmes |
| ------ | ------------ | ------ |
| 0,2    | 90 ans ou +  | 1,1    |
| 6,4    | 75 à 89 ans  | 7,2    |
| 16,3   | 60 à 74 ans  | 15,1   |
| 20,5   | 45 à 59 ans  | 17,7   |
| 21,6   | 30 à 44 ans  | 24,2   |
| 16,6   | 15 à 29 ans  | 17,9   |
| 18,3   | - de 14 ans  | 16,8   |

| Hommes | Classe d’âge | Femmes |
| ------ | ------------ | ------ |
| 0,5    | 90 ans ou +  | 1,2    |
| 7,5    | 75 à 89 ans  | 9,4    |
| 16,8   | 60 à 74 ans  | 17,7   |
| 22,2   | 45 à 59 ans  | 21,7   |
| 20,3   | 30 à 44 ans  | 19,4   |
| 17,7   | 15 à 29 ans  | 16,6   |
| 14,9   | - de 14 ans  | 14,1   |

## Tourisme

### Les Gorges du Durnand
Les gorges du Durnand (situées sur la route de Champex-Lac) ont été en aménagées en 1877 et entièrement rénovées en 1987 (l'entrée se fait à côté du restaurant au bord de la route).

### La Passerelle du Borgeaud
La passerelle du Borgeaud est un maillon essentiel du réseau de sentiers pédestres reliant Martigny à Champex. Elle est située à 7 mètres au-dessus du niveau de la Dranse. Cet ouvrage d’une portée de 28 mètres a été récemment rebâti. Sa construction a coûté 160 000 francs. Elle a nécessité l´utilisation de 40 m3 de bois de mélèze.
L’ancienne passerelle construite en 1978 avait été emportée par les eaux de la Dranse lors d'une lave torrentielle en été 2006.

### Goron de Bovernier
La commune possède également son propre cépage : le Goron de Bovernier. Cépage propre, à ne pas confondre avec la dôle déclassée.

## Culture et patrimoine

### Personnalités
- Théophile Bourgeois (1855-1939), prévôt de la congrégation du Grand-Saint-Bernard.
- Philippe Rebord (né à Bovernier en 1957-), chef de l'armée Suisse de 2017 à 2019

### Héraldique
| Blason | Blasonnement : « D'azur au château à deux tours crénelé d'argent, maçonné et ajouré de sable, une branche de verne d'or mouvant du château en chef. » |

Les armoiries de Bovernier sont adoptées en 1913. Les couleurs et le château sont une référence aux armes de Grossi du Châtelar. Le château (bourg) et l'arbre (verne) en font des armes parlantes. Une alternative avec un sapin de sinople est attestée sur un sceau de la bourgeoisie.

### Fonds d'archives
- Fonds : Bovernier, Commune (1346-1982) [5,37 mètres].  Cote : CH AEV, AC Bovernier. Sion : Archives de l'État du Valais (présentation en ligne).